# 문화 모자이크

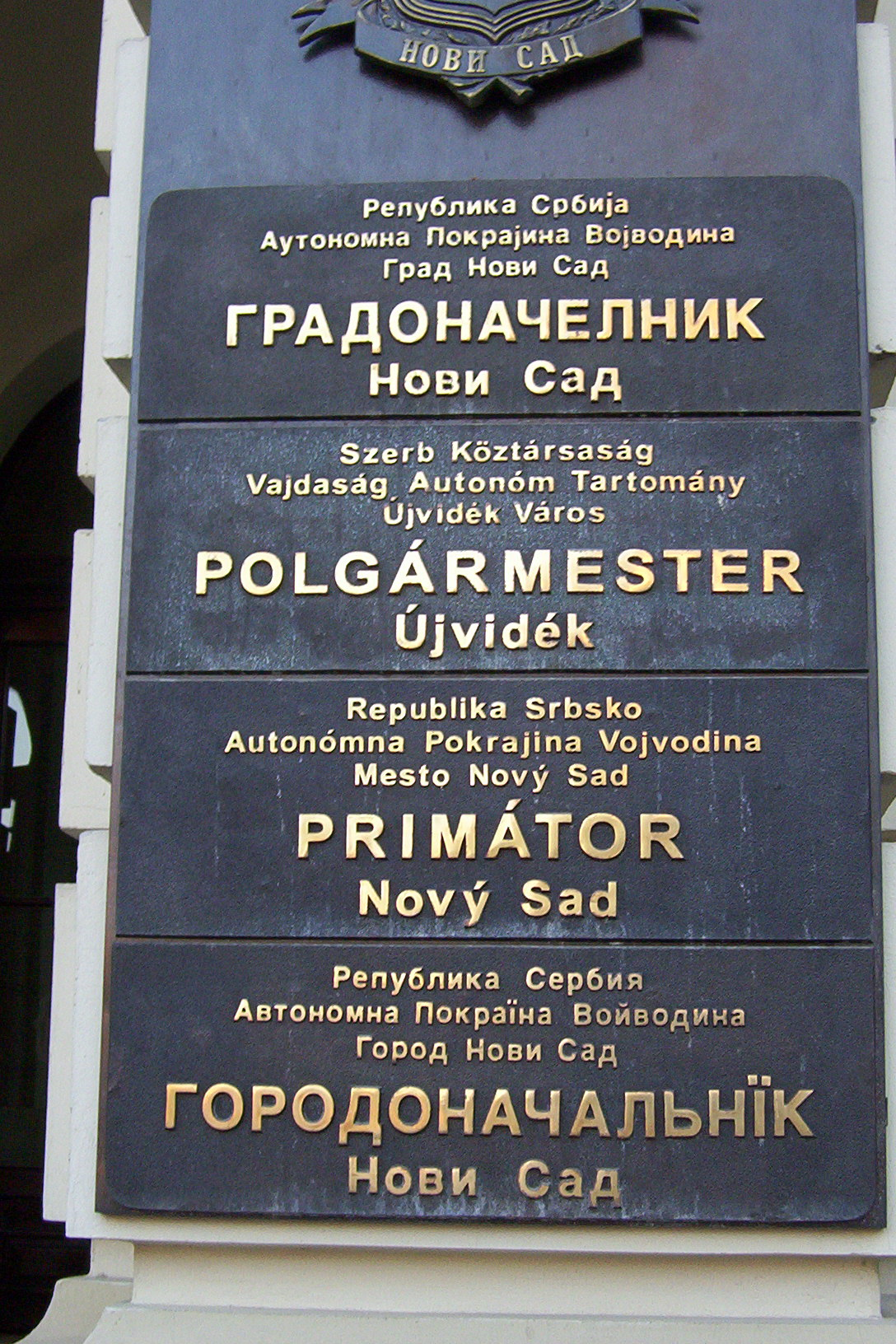

문화 모자이크(프랑스어: la mosaïque culturelle)는 사회 내에서 공존하는 소수 민족, 언어 및 문화의 혼합이다.  문화적 모자이크에 대한 아이디어는 미국의 동화에 대한 이상적인 캐나다의 고정 관념을 묘사 할 때 종종 사용되는 용융물과 같은 다른 시스템과는 달리 다문화주의의 한 형태를 제안하기 위한 것이다.

## 개요
캐나다 통계청(Statistics Canada)이 작성한 캐나다의 민족 문화적 프로파일은 21 세기 초반에 점점 더 다민족적이고 다문화적인 국가가되었다고 설명한다. 보고서 소개는 다음과 같은 방식으로이를 설명한다.
지난 100년 동안 캐나다로 이민 온 캐나다는 캐나다의 민족과 문화적 구성에 새로운 이민자들의 물결을 불러 일으켰다. 반세기 전에 대부분의 이민자들은 유럽 출신이었다. 현재 대부분의 신규 이민자는 아시아 출신이다. 결과적으로 캐나다에서 눈에 띄는 소수 민족의 수가 증가하고 있다. 그리고 캐나다인들은 민족이 조상에 관한 2001년 인구 조사 질문에 답하기 위해 200 개 이상의 민족 그룹을 열거했다. 국가가 새로운 천년기를 시작하면서 다양하고 풍부한 문화적 모자이크를 반영했다.

## 같이 보기
- 샐러드 그릇